# Corno Giovine
Corno Giovine là một đô thị ở tỉnh Lodi trong vùng Lombardia của Italia, cách khoảng 80 km về phía đông nam của Milano và khoảng 45 km về phía đông nam của Lodi. Tại thời điểm 31 tháng 12 năm 2004, đô thị này có dân số 1.189 người và diện tích là 9.9 km².
Corno Giovine giáp các đô thị: Maleo, Cornovecchio, Santo Stefano Lodigiano, Santo Stefano Lodigiano, Caselle Landi, Piacenza.